# Shams al-Din Abas
Shams al-Din Abas (segles XIV i XV) fou un amir mongol al servei de Tamerlà. Participà als combats amb els mogols al costat d'aquests com un comandament i portaestendard; després va passar al servei de Tamerlà. L'hivern del 1367-1368 fou enviat com ambaixador de Tamerlà al kan per demanar ajut.
Va participar en l'expedició a Mogolistan del 1383 i en la campanya contra els uganians (1384). El 1389 Tamewrlà va deixar com a governadors de Turkestan (entre Mogolistan i Kiptxak) a Yadghiar Barles, Sulayman Xah, Shams al-Din Abas i Ghiyath al-Din Terkhan.A la tornada de combatre i posar en fuita als mogols o jats, Timur va ordenar a Yadghiar Barles, Sulayman Shah, Shams al-Din Abas i Ghiyath al-Din Terkhan, d'anar a Mogolistan a seguir combatent als jats. Així ho van fer. Tay Bugha Shaikh es va quedar a la frontera per fer cultivar les terres que es podien aprofitar. La resta va seguir i van passar per Ur Daban (Turó d'Ur), van travessar el riu Abyle, arribant a Sutgheul i a Txitxeklik. Es van fer saquejos que van enriquir la tropa i després van passar a Balaykan. Van anar trobar grups dispersos d'enemics que eren massacrats o fets presoners; buscaven sobretot a les tribus bulgagi i saludgi. Finalment a Molzudu van trobar a Khidr Khoja, el kan de Mogolistan, amb un fort contingent; durant 48 hores es va lliurar combat sense avantatge per cap de les dues parts i finalment es va acordar un tractat de pau entre els dos caps principals de condicions desconegudes, després del qual els timúrides van marxar cap al Yulduz. Tamerlà es va trobar amb Yadghiar Barles, Sulayman Shah, Shams al-Din Abas i Ghiyath al-Din Terkhan que portaven el tractat de pau; en recompensa per haver mantingut el lloc a la batalla van poder baixar el tapis reial del tron.
Fou un dels tavachis que va preparar les tropes (1390) per l'expedició al Mogolistan el 1390 i contra Toktamish de 1391.
El 27 de juny de 1393 Tamerlà va acampar a la plana d'Hamadan. Allà el va anar a rebre el príncep Miran Shah. Jahan Xah Bahadur, Shams al-Din Abas, Hajji Mahmud Shah i Utx Kara Bahadur van agafar l'equipatge amb el qual es van dirigir a Sultaniya
Després de perseguir a Toktamish cap a la Bulgària del Volga, va enviar a Samarcanda a Shams al-Din Abas i Ghiyath al-Din Terkhan amb 3.000 homes. Pel camí van haver de combatre contra els turcmans de Kara Yusuf Kara Koyunlu.
El 1397 Muhammad Sultan fou nomenat governador de la frontera del Mogolistan (Vall de Fergana amb centre a Andijan) i se li va encarregar de construir una fortalesa a Akhira (Achira). Com oficials principals de Muhammad Sultan foren designats Birdi Beg (fill de Sar Bugha), Hajji Saif al-Din Barles, Kodadad Husayni i Shams al-Din Abas amb 40.000 cavallers que van venir per la zona de Mont Kulan i es van establir a Akhira.
Va prendre part en la batalla d'Ankara (28 de juliol de 1402) A la tornada (1404) se li va ordenar portar als contingents kara tàtars, i va seguir la ruta de Rayy, Khuwar i Semnan. Els kara tàtars es van revoltar i pensant que no tindrien suports, van fugir, moment que van aprofitar els amirs timúrides Shams al-Din Abas, Atilmish, Shalveli fill de Sevinjik Bahadur i algun altre, que van fer una matança de rebels a Damghan i a la rodalia (uns tres mil morts).
A la mort de Tamerlà, el febrer de 1405, l'exèrcit a Taixkent va saber d'una acció estranya de Sultan Husayn Mirza i va entrar en pànic i el príncep Muhammad Umar i els amirs Kodadad Husayni, Yadghiar Shah Arlat, Shams al-Din Abbas i Ali Burunduk (entre d'altres) van decidir avançar-se a Sultan Husayn i proclamar emperador a Khalil Sultan a la pròpia Taixkent, sense consultar ni a altres amirs i princeps ni a les emperadrius
Ja era gran i devia morir poc temps després; la data exacta no consta.